# Фостер, Глория
Гло́рия Фо́стер (англ. Gloria Foster; 15 ноября 1933, Чикаго, Иллинойс — 29 сентября 2001, Нью-Йорк, Нью-Йорк) — американская актриса.

## Биография
Глория Фостер родилась в 1933 году в Чикаго. Отца своего она не знала, а после госпитализации матери с психическим расстройством перешла под опеку бабушки и дедушки, которые её и вырастили на ферме в Висконсине. В юности она вернулась в Чикаго, где училась в Университете штата Иллинойс. Там же она поступила в драматическую школу Гудмена, на театральной сцене которой состоялся её актёрский дебют.
Следующим шагом в становлении актёрской карьеры стал её переезд в 1963 году в Нью-Йорк, где она продолжила свои выступления уже на Бродвее. Первый успех к ней пришёл с пьесой «В белой Америке» об истории угнетения афроамериканцев в США, за роль в которой Фостер была удостоена театральной премии «Obie». С годами её популярность на театральных сценах Нью-Йорка росла всё больше, и вскоре критики писали о ней как об одной из самых ярких афроамериканских актрис современности.
Впервые на большом экране актриса появилась в 1964 году в криминальной драме «Параллельный мир». Далее последовали картины «Ничего кроме мужчины» (1964) и «Комедианты» (1967) с Элизабет Тейлор в главной роли.
С 1967 по 1984 год Глория Фостер была замужем за актёром Кларенсом Уилльямсом III. После расставания она продолжала поддерживать с ним дружеские отношения, а также и с его сестрой актрисой Сисели Тайсон.
Мировая популярность пришла к Фостер уже под конец её карьеры, после того как в 1999 году она исполнила роль Пифии в научно-фантастическом боевике «Матрица». Спустя два года её пригласили сыграть ту же роль и в продолжении фильма, но во время съёмок в сентябре 2001 года актриса скончалась от диабета. Прощание с актрисой состоялось на бруклинском кладбище «Сайпресс Хилл» с последующими похоронами на кладбище «Кенсико».

## Фильмография

### Фильмы
- The Cool World (1964) — Mrs. Custis
- Ничего кроме человека (1964) — Lee
- Комедианты (1967) — миссис Филипот
- Ангел Левин (1970) — Sally
- Man and Boy (1972) — Ivy Revers
- Леонард шестой (1987) — Medusa
- Город надежды (1991) — Jeanette
- Матрица (1999) — Пифия
- Матрица: Перезагрузка (2003) — Пифия
- Матрица: Воскрешение (2021) — Пифия, в воспоминаниях и воображениях Нео

### Телевидение
- Шоу Билла Косби — Dolores Winters
- Я – шпион (1968) — Shana
- The Outcasts (1968), «Take Your Lover in The Ring», Episode #5, — Sabina
- Mod Squad (1969) — Jenny
- To All My Friends on Shore (1972) — Serena
- Top Secret (1978) — Judith
- The Files on Jill Hatch (1983) — Mrs. Hatch
- House of Dies Drear (1984) — Sheila Small
- Убийства детей в Атланте (1985) (мини-сериал) — Camille Bell
- Шоу Косби (1987) — Dr. Barbara Bracy
- Разделённые, но равные (1991) — Buster
- Закон и порядок (1997) — Mrs. Tate
- Перси и «Гром» (1993) — Sugar Brown

### Игры
- 2005 — The Matrix: Path of Neo — Пифия (озвучивание через архивы)